# ジブチ軍
ジブチ国防軍（ジブチこくぼうぐん、フランス語: Forces Armée Djiboutienne、FAD）は、ジブチの軍隊。

## 構成
ジブチ陸軍及びその傘下のジブチ空軍（Force Aérienne du Djibouti）と国家憲兵（Gendarmerie Nationale）、ジブチ海軍（2003年創設、Marine Nationale、元Forces Navales de Djibouti）、国境警備隊（2002年創設、Garde républicaine）の5軍を有する。

## 基地
陸軍は6個連隊、1個大隊。ジブチ市に機甲連隊と砲兵連隊、アルタ市に即応連隊、オボック、タジュラ、ディキルに混成連隊、アリ・サビエに混成大隊が配備されている。
海軍はオボック、タジュラそしてジブチに基地を持つ他、信号所2箇所、観測所4箇所を有する。
空軍はジブチ市のジブチ国際空港敷地内南西側に司令部及び基地を持つ。

## 活動
ジブチ内戦を経験した他、2008年にはジブチ・エリトリア国境紛争が発生している。
国際協力活動としては、アフリカの角における不朽の自由作戦、国際連合コートジボワール活動等への海外派遣を行っている。